# جولة الأوروغواي

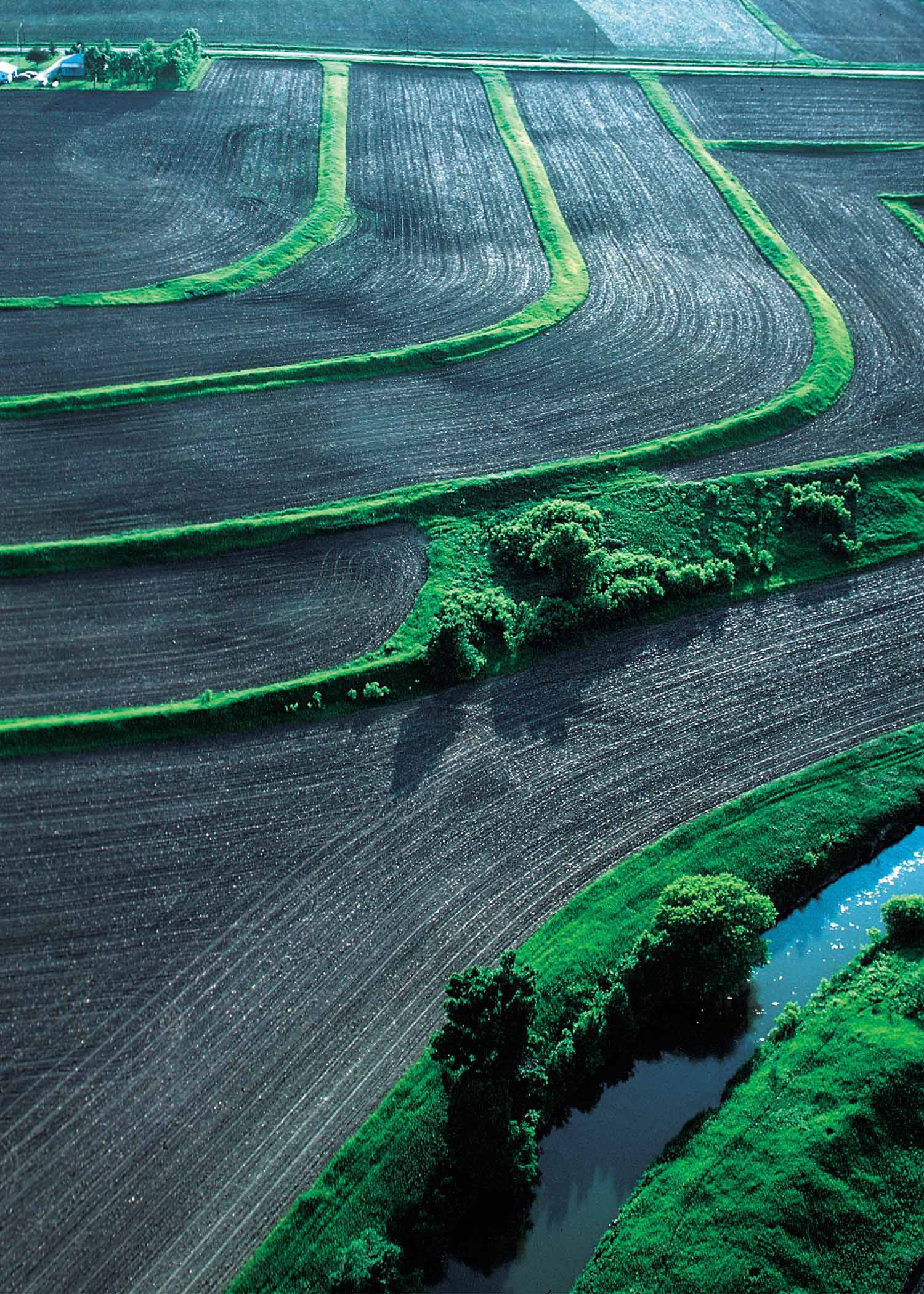

تعد جولة أورغواي (بالإنجليزية: Uruguay Round)‏ الجولة الأخيرة التي انبثقت منها منظمة التجارة العالمية.
وجاءت منظمة التجارة العالمية بعد ثمان جولات من المفاوضات بالتحديد، كان آخرها جولة أورغواي والتي ابتدأت عام 1986 وانتهت عام 1994 والتي تم الإتفاق فيها على إنشاء منظمة التجارة العالمية.
انطلقت منظمة التجارة العالمية في 1 يناير 1995.